# Antônio Leite Ribeiro de Almeida
Antônio Leite Ribeiro de Almeida (Barra Mansa, 1848 — São João del-Rei, 31 de janeiro de 1892) foi um político brasileiro.
Foi presidente da província do Espírito Santo, de 1 de agosto de 1887 a 6 de agosto de 1888.